# Bunker Hill Village
Bunker Hill Village város az USA Texas államában, Harris megyében. Lakosainak száma 3822 fő (2020. április 1.).

## Népesség
A település népességének változása:

| 2010 | 3 633 |
| 2020 | 3 822 |